# キダルの襲撃 (2013年2月26日)
キダルの襲撃（キダルのしゅうげき、フランス語：Attentat de Kidal）は、マリ北部紛争中、キダル圏キダル市内で発生した自爆テロ。

## 経過
2013年2月、キダル市内はMNLAとMIAの支配下に置かれていた。フランス軍とチャド軍は郊外の空港に駐屯していた。両勢力はイスラム過激派と敵対している点が共通しているため共闘関係が成立していた。
2月26日1930時、キダル南のアリウ地区にはMNLAの検問所があり、TNTを載せたトヨタ・ランドクルーザーが市内からやってきた。車は検問所の約10メートル手前に到着し、一部の警備隊員が検索準備を始めたところ運転手は車を爆発させる。
ガオの軍事筋によると襲撃はMNLA検問所で自爆したと伝える。その声明において自爆攻撃はMNLAを標的としたものであると確認される。しかし、MIAの幹部は爆発は市出入り口でMIAの検問所で発生したと断言する。その後、MUJAOは攻撃声明を出したがそれ以上の詳細を伝えることはなかった。遺体は翌日に共同墓地に埋葬される。

## 損失
MIA幹部は襲撃で4人から6人が死んだと伝える。病院によると爆発でアザワド派戦闘員6人と自爆者合わせて7人が死亡し、11人が負傷したとする。
MNLAの公式声明によるとMNLA戦闘員7人が死亡し、幾人かの負傷者が出たとする。
機関銃を搭載したピックアップトラックは破壊される。